# Estadio Ted Wright
El Estadio Ted Wright (en inglés: Ted Wright Stadium) es un estadio de 8.500 asientos de usos múltiples en Savannah, al sur del estado de Georgia (Estados Unidos). La instalación está ubicada en el campus de la Universidad Estatal de Savannah y lleva ese nombre en honor a Theodore Wright, quien se desempeñó como entrenador de fútbol del equipo local de 1947 a 1949 .
El estadio se utiliza principalmente para el fútbol americano y atletismo. Es el campo de los Savannah State Tigers, un equipo de fútbol y de atletismo, pero en ocasiones alberga juegos y eventos de las escuelas secundarias del Condado de Chatham.
El centro abrió sus puertas en 1967.